# ارين أندرسون (رجل أعمال)
ارين أندرسون (بالإنجليزية: Warren Anderson)‏ هو شخصية أعمال أسترالي، ولد في 1942.